# Slatina (miasto Kruševac)
Slatina (cyr. Слатина) – wieś w Serbii, w okręgu rasińskim, w mieście Kruševac. W 2011 roku liczyła 95 mieszkańców.